# دوق مونمث
جيمس سكوت (James Scott) ولقبه دوق مونمَثْ (Monmouth ) عاش (1649-1685 م) هو الابن غير الشرعي للملك تشارلز الثاني، كان يطالب بحقه في العرش. تجمع حوله أعضاء حزب الهويغ نظرا لكونه من أتباع المذهب البروتستانتي. قاد عام 1685 م حركة تمردية ضد شقيقه، الملك جيمس الثاني الكاثوليكي، ثم نَصَب نفسه ملكا في تونتن (Taunton)، إلا أن قواته هزمت في معركة سجمور (Sedgemoor)، ليتم إعدامه في النهاية.

## روابط خارجية
- دوق مونمث على موقع الموسوعة البريطانية (الإنجليزية)